# Australoonops
Australoonops là một chi nhện trong họ Oonopidae.